# Pompa łopatkowa

Schemat pompy łopatkowej

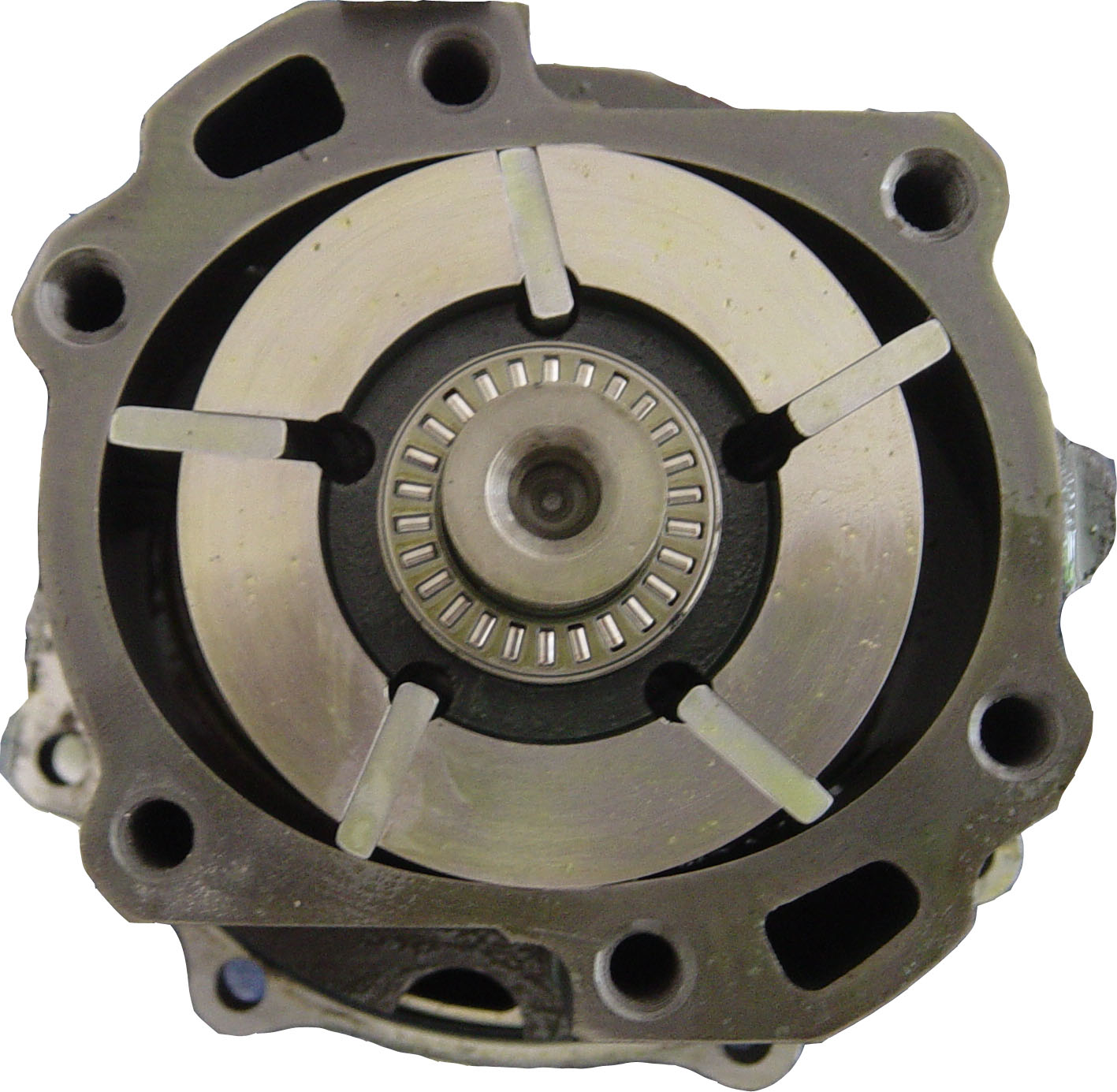
Hydrauliczna pompa łopatkowa

Pompa łopatkowa – rodzaj pompy wyporowej o obrotowym ruchu organu roboczego.
Zasadę działania pompy łopatkowej pokazuje rysunek. Łopatki (3) osadzone są w wirniku (2), który jest umiejscowiony mimośrodowo wewnątrz korpusu (1) pompy. Łopatki są rozpierane w kierunku korpusu za pomocą sprężyn (4). W czasie obrotu wirnika, łopatki zagarniają ciecz z komory ssawnej do przestrzeni międzyłopatkowej przenosząc ją do komory tłocznej pompy.
W zależności od rozwiązania konstrukcyjnego mogą one pracować jako:
- pompy próżniowe
- sprężarki powietrza
- pompy do cieczy

Pompy łopatkowe ze względu na swą delikatną konstrukcję stosowane są wyłącznie do pompowania gazów oraz czystych i samosmarujących cieczy. Tradycyjnie stosowane w napędach hydraulicznych obrabiarek. Ciśnienie osiągane w tych pompach wynosi do 6 MPa przy wydajności 3 dm³/s i prędkości obrotowej do 3000 obr./min.